# Acacia occidentalis
Acacia occidentalis är en ärtväxtart som beskrevs av Joseph Nelson Rose. Acacia occidentalis ingår i släktet akacior, och familjen ärtväxter. Inga underarter finns listade i Catalogue of Life.

## Bildgalleri

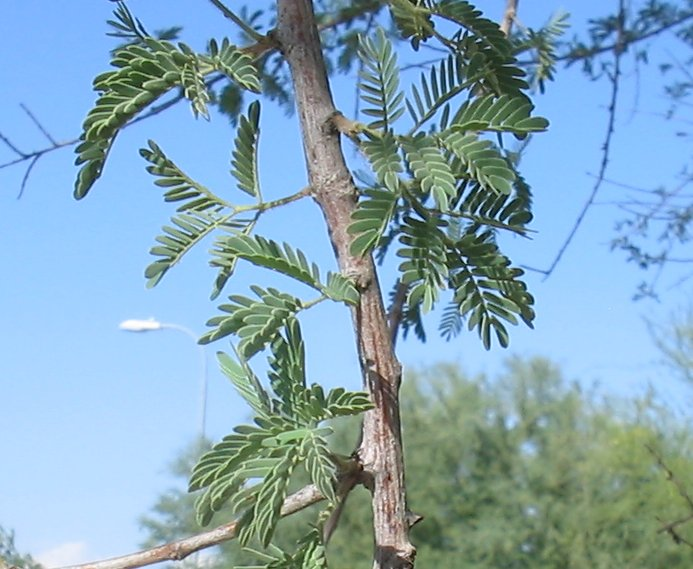
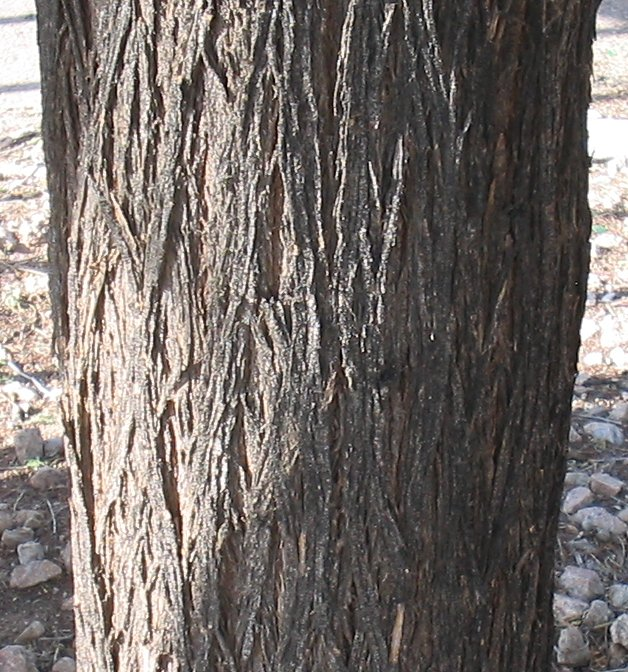
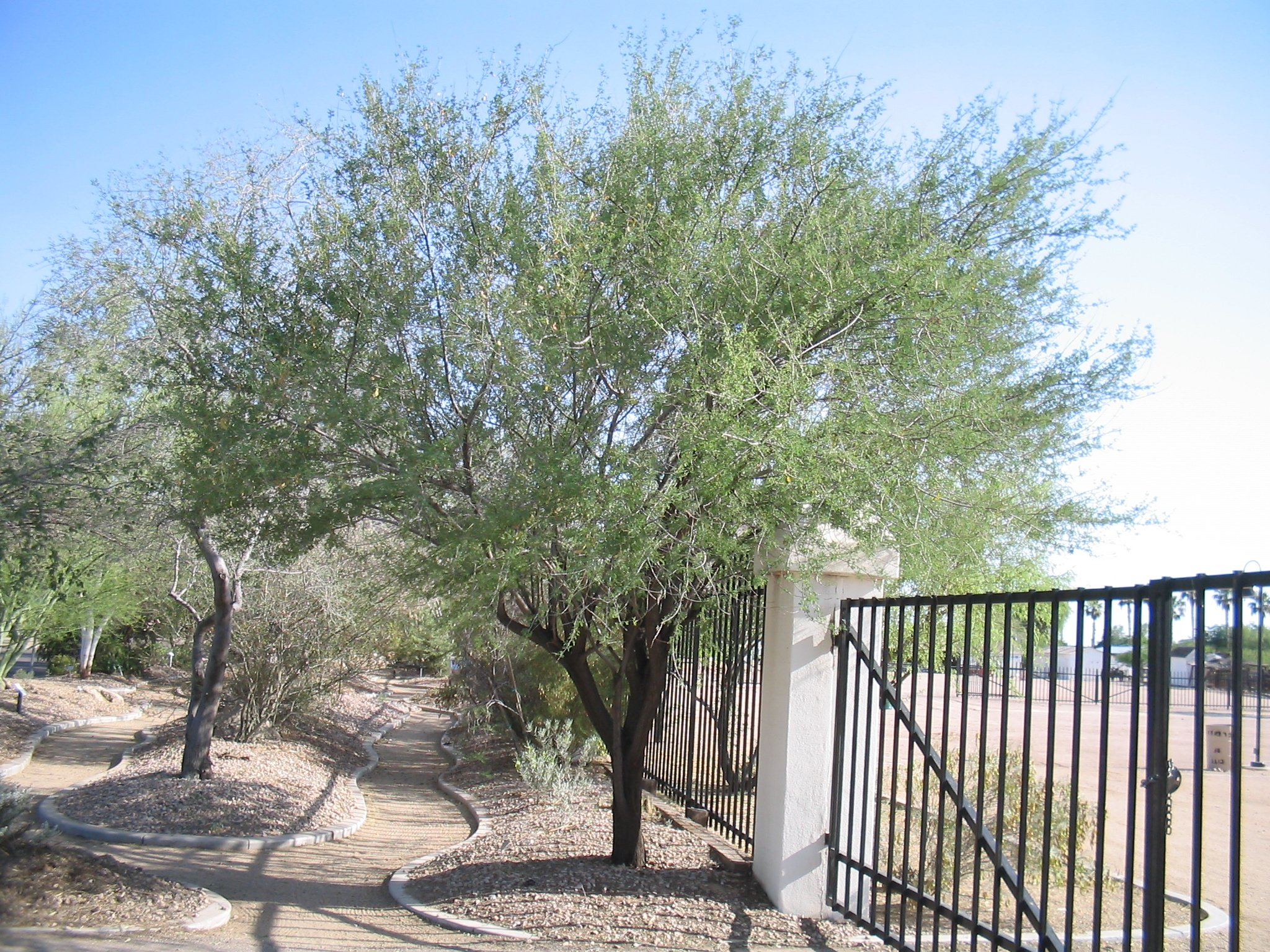